# Ferdinand-Jean Darier
Pour les articles homonymes, voir Darier.
Ferdinand-Jean Darier, (ou Jean selon les sources et János pour l'état civil) né le 26 avril 1856 à Pest (Hongrie) et mort le 4 juin 1938 à Longpont-sur-Orge, est un médecin dermatologue et pathologiste français.

## Aperçu biographique
ll naît à Pest, en Hongrie, fils de Jules Darier (descendant de réfugiés français du Dauphiné, après la Révocation de l'édit de Nantes) et de Anne Ney, ressortissants de la commune de Genève. Il poursuit sa scolarité et commence des études de médecine à Genève, avant de rejoindre Paris en 1877. Il est externe en 1878, interne des Hôpitaux de Paris en 1880 et chef de service à l'hôpital La Rochefoucauld en 1896. Il est naturalisé français en 1885. De 1884 à 1893, il est répétiteur au laboratoire d'histologie de Louis-Antoine Ranvier et de Louis-Charles Malassez au Collège de France. Il prend la succession de Brocq à l'Hôpital Saint-Louis entre 1909 et 1922.
Il est l'un des chefs de file de la dermatologie française, l'un des « cinq grands » de l'École parisienne de dermatologie, aux côtés d'Ernest Henri Besnier (1831-1909), de Louis-Anne-Jean Brocq (1856-1928), de Raymond Jacques Adrien Sabouraud (1864-1938) et de Jean Alfred Fournier (1832-1915). Darier est un clinicien brillant, un pathologiste hors pair et laisse une œuvre considérable en dermatologie. Il promeut l'indispensable biopsie pour le diagnostic dermatologique.
En plus de ses activités médicales, Darier est maire de Longpont-sur-Orge, une petite ville de la grande banlieue parisienne, de 1925 à 1935.

## Œuvres et publications
Darier est l'auteur de l'important Traité de dermatologie, publié en 1909, qui fut réédité plusieurs fois en France et traduit en espagnol, allemand et anglais. Il est l'éditeur d'une encyclopédie dermatologique : Nouvelle Pratique Dermatologique, publiée en huit volumes, à partir de 1936. Il signe plus de trois cents articles et exposés.
- De la broncho-pneumonie dans la diphtérie, [thèse de médecine de Paris n° 168, soutenue le 26 mars 1885], A. Parent (Paris), 1885, Texte intégral.
- De l'artérite syphilitique, Paris (1904).
- Précis de dermatologie, Masson (Paris), 1909, lire en ligne sur Gallica.
- Titres et travaux scientifiques, Masson et Cie (Paris), 1918, Texte intégral.
- « Considérations historiques sur le développement de la dermatologie », in: Annales de dermatologie et de syphiligraphie, 1936, 16.

## Éponymie et descriptions princeps
Il a décrit nombre de maladies, la plus importante étant la maladie de Darier, une forme spécifique d'érythème qu'il identifia en 1889 sous le nom de « psorodermose folliculaire végétante ».
Parmi les autres maladies qu'il a découvert, figurent :
- la kératose folliculaire (ou « syndrome de Darier-White »),
- l'acanthosis nigricans,
- le dermatofibrosarcome (maladie de Darier-Ferrand),
- l'érythème annulaire (erythema annularis),
- L'érythème annulaire centrifuge (ou en latin médical « Erythema Annulare Centrifugum »)[2]
- la sarcoïdose sous-cutanée (sarcoïdose de Darier-Roussy)
- un signe, le signe de Darier observé en cas de mastocytose.

## Titres et distinctions

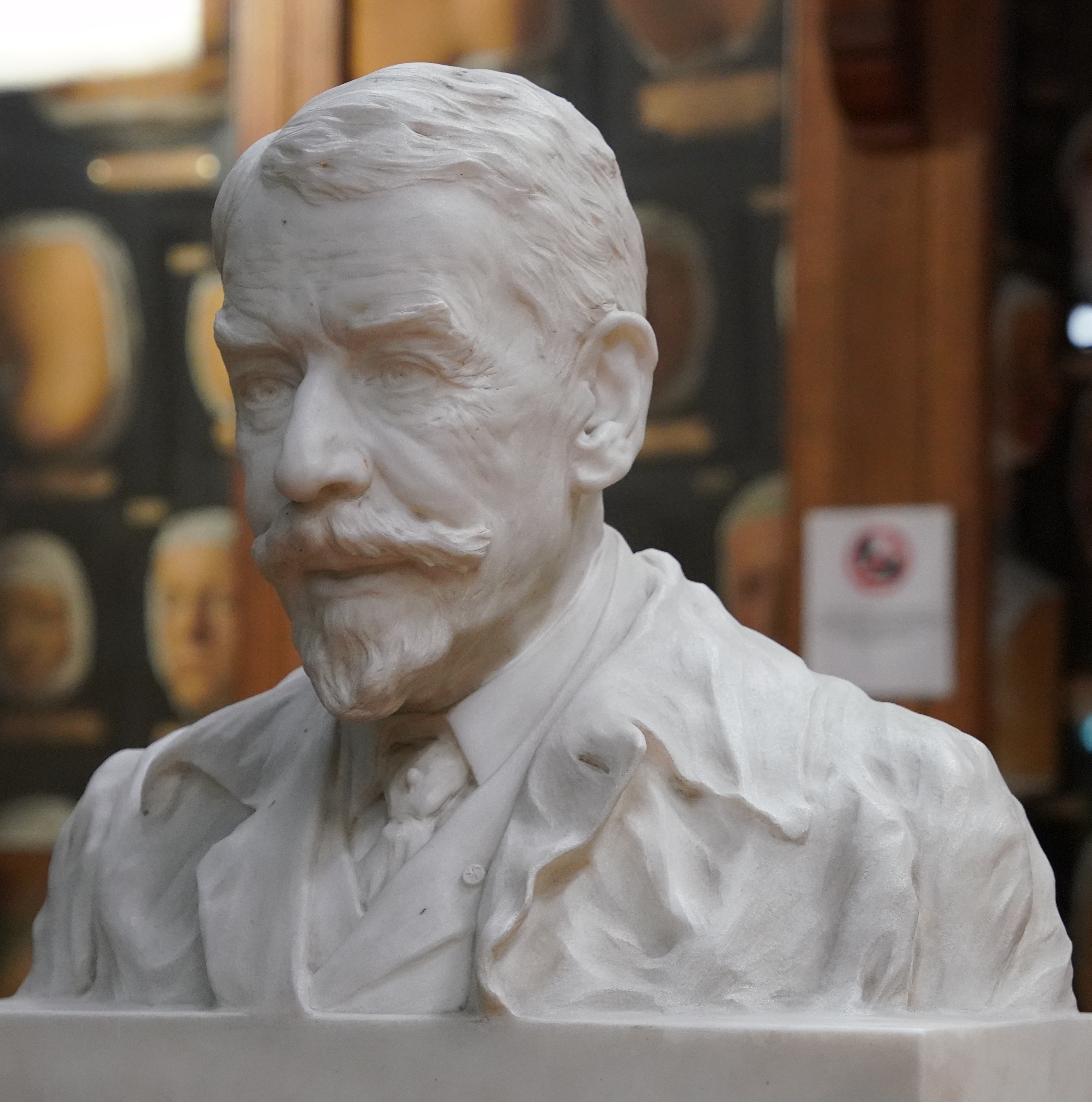
Son buste présenté au musée des Moulages.

- membre de l'Académie de médecine en 1919[3].
- président de la Société française de dermatologie (1921-1922)[4].
- Commandeur de la Légion d'honneur (15 décembre 1928)[5].